# Pic d'Escobes
Pic d'Escobes är en bergstopp i Andorra. Den ligger i den nordöstra delen av landet nära gränsen till Frankrike. Toppen på Pic d'Escobes är 2 670 meter över havet.
Den högsta punkten i närheten är Pic de la Cabaneta, 2 799 meter över havet, 2,1 kilometer söder om Pic d'Escobes.
Trakten runt Pic d'Escobes består i huvudsak av gräsmarker och kala bergstoppar.